# Wadal
Wadal fou un estat tributari protegit, a l'agència de Kathiawar, prant de Gohelwar, presidència de Bombai. Estava format per un sol poble amb dos tributaris separats, amb una superfície de 5 km² i una població el 1881 de 545 habitants. Els ingressos estimats eren de 255 lliures i un tribut de quasi 16 lliures es pagava al Gaikwar de Baroda.